# Chiesa di San Martino Vescovo (Precenicco)
La chiesa di San Martino Vescovo è la parrocchiale di Precenicco, in provincia ed arcidiocesi di Udine; fa parte della forania della Bassa Friulana.

## Storia
Intorno al 1220 Precenicco divenne territorio direttamente controllato dall'ordine dei Cavalieri Teutonici, che vi fondarono una pieve. Questa passò nel 1623 al Patriarcato di Aquileia. 
La chiesa di Precenicco venne costruita tra il 1624 e il 1625 e ristrutturata nel XVIII secolo. Nel 1751 entrò a far parte dell'Arcidiocesi di Gorizia, per poi essere aggregata nel 1818 all'Arcidiocesi di Udine. Venne consacrata nel 1821. Un ulteriore restauro fu condotto nel 2007.

## Interno
Opere di pregio conservate all'interno della chiesa l'altar maggiore in stile barocco, costruito nel 1623, con marmi policromi, presso il quale sono presenti due dipinti raffiguranti Gesù Cristo nel Getsemani e L'Ultima Cena, due statue lignee scolpite di Luigi Pizzini, un quadro con i santi Atanasio, Antonio e Valentino, quattro altari laterali e una statua della Madonna del Rosario scolpita da Giovanni Costantini.